# Youth International Party
Youth International Party – amerykańska partia polityczna, której członkowie określani są jako Yippies, będąca ugrupowaniem kontrkulturowym powstałym z protestów antywojennych i promujących wolność słowa. Została założona 31 grudnia 1967 roku. Członkowie partii organizowali prześmiewcze akcje jak np. nominowanie świni Pigasus na kandydata na prezydenta Stanów Zjednoczonych. Wśród członków partii byli Abbie Hoffman, Jerry Rubin oraz Phil Ochs.